# Il cielo sopra Berlino
Il cielo sopra Berlino (Der Himmel über Berlin) è un film del 1987 diretto da Wim Wenders. Presentato in concorso al 40º Festival di Cannes, ha vinto il premio per la migliore regia.

## Trama
Berlino, anni ottanta. Due angeli chiamati Damiel e Cassiel vagano nella città invisibili: osservano gli abitanti e ascoltano i loro pensieri. Tra le tante persone che incontrano nel loro girovagare, c'è un uomo anziano di nome Homer, che come il poeta greco Omero sogna la pace e cerca la Potsdamer Platz, una piazza che prima della Seconda guerra mondiale era una delle più belle d'Europa. Al suo posto trova una spianata incolta, una specie di terra di nessuno, e il Muro di Berlino coperto di graffiti. Damiel arriva in un circo dove si innamora di Marion, una trapezista che vive sola in un camper, balla da sola sulla musica dei Crime & The City Solution, e cammina sola per la città. Un attore statunitense, Peter Falk, arriva a Berlino per girare un film: in passato anche lui è stato un angelo, ma ha rinunciato alla sua immortalità. Anche Damiel decide di diventare uomo: le prime esperienze sono il sangue e il dolore. Vede i colori, gusta i cibi degli uomini e assapora il caffè caldo. Cassiel assiste impotente al suicidio di un ragazzo che si lancia dal tetto di un palazzo. Ad un concerto di Nick Cave, Damiel rivede Marion, che finisce per ricambiare il suo amore. Prima che il circo chiuda definitivamente, Marion eseguirà il suo ultimo numero volteggiando proprio come un angelo.

## Produzione

### Genesi dell'opera
(Descrizione di un film indescrivibile in Giovanni Spagnoletti-Michael Töteberg (a cura di), Stanotte vorrei parlare con l'angelo. Scritti 1968-1988, p.148)

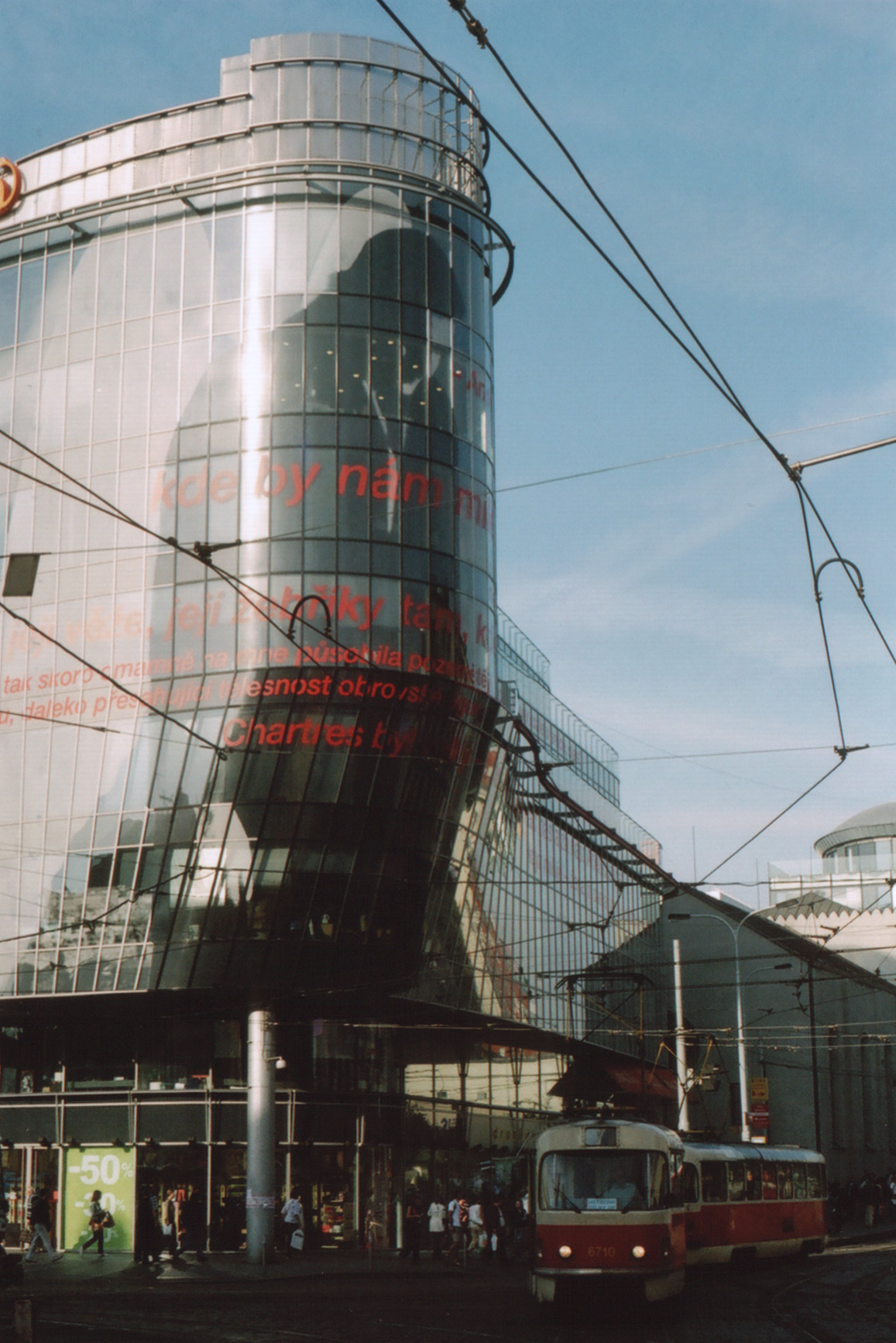
Un angelo del film osserva la gente nel distretto Smíchov a Praga

Wenders ebbe l'idea del film dopo il suo ritorno in Germania. Il regista aveva trascorso otto anni negli Stati Uniti dove aveva girato quattro film in inglese. In quel periodo Wenders stava preparando anche un altro film, Fino alla fine del mondo, ma si rese conto che le riprese non sarebbero potute cominciare prima di un anno e dovendo pensare alla sua società di produzione e ai dipendenti da pagare, decise di realizzare un lungometraggio veloce e spontaneo, nella sua lingua nativa, che lo riavvicinasse alla sua essenza di tedesco e alla sua infanzia: il film sarebbe stato ambientato a Berlino. Inizialmente Wenders vagò per la città cercando ispirazione e annotando sul suo taccuino ciò che vedeva e ciò che lo colpiva. Poi, nel corso delle sue passeggiate, constatò che erano presenti molte raffigurazioni di angeli. Così, poco alla volta, il regista cominciò a prendere seriamente in considerazione l'idea di un film che avesse angeli custodi come protagonisti.

#### Sceneggiatura
Il regista si avvalse della collaborazione di Peter Handke, Premio Nobel per la letteratura 2019, per scrivere i dialoghi del film, che comprendono anche la poesia Lied vom Kindsein (Elogio dell'infanzia).

### Il titolo
Ci vivevano due popoli diversi, sebbene parlassero la stessa lingua. 
Il cielo era l’unica cosa che a quei tempi unisse la città.»
(Wim Wenders, In difesa dei luoghi, in Frank Martucci, GLI SPAZI DI UN’IMMAGINE, FELTRINELLI, MILANO 2009)
Il film è dedicato a tre "angeli" del cinema: i registi Yasujirō Ozu, François Truffaut, Andrej Tarkovskij.

### Luoghi delle riprese
Wenders iniziò le riprese del film senza avere un vero copione in mano; aveva deciso a grandi linee le scene e le ambientazioni, ma non aveva fissato una vera e propria tabella di marcia con le sequenze e con le battute da far recitare agli attori. Quest'assenza di copione consentì al regista una grande libertà espressiva. Le scene più costose furono quelle realizzate vicino al Muro e nella cosiddetta "striscia della morte" all'interno del Muro stesso. Non era possibile ottenere il permesso di girare in quell'area, e quindi Wenders fece necessariamente ricostruire in uno spiazzo aperto 150 metri di Muro. Nei primi giorni di riprese il regista e il costumista erano ancora incerti sul come vestire gli angeli. Il costumista fece provare agli attori armature e costumi alati, ma Wenders non era soddisfatto dell'effetto scenico e alla fine decise di fornire gli angeli di un semplice cappotto. Solo in una breve scena onirica si vede Damiel apparire a Marion vestito con l'armatura, quella stessa armatura che l'ex-angelo, non appena diventato umano, venderà per ottenere un po' di soldi.

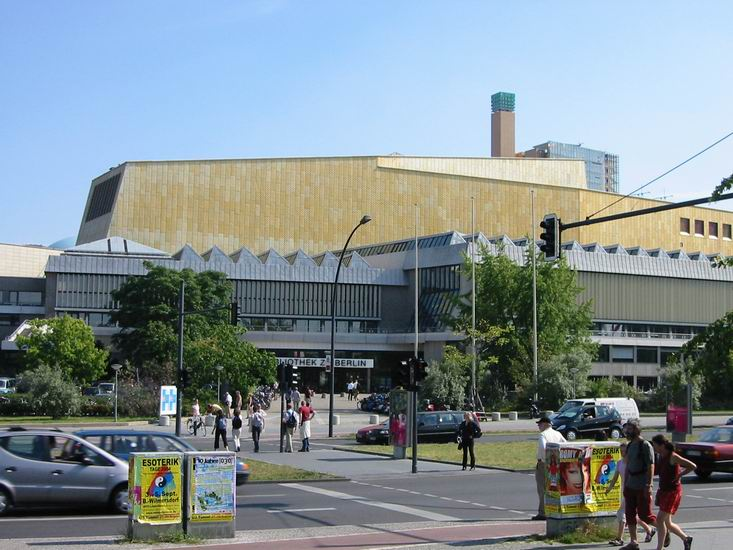
La biblioteca di Stato (Potsdamer Straße)

Il film è un viaggio negli spazi della metropoli Berlino, fra i suoi monumenti emblematici:
- la Biblioteca di Stato dell'architetto Scharoun, un luogo deputato all'elevazione degli uomini tramite la cultura e dove gli angeli scrutano i lettori e infondono loro coraggio nei momenti di sconforto
- la Anhalter Bahnhof, "la stazione dove si ferma la stazione"
- Il Palazzo dei Congressi
- la Siegessäule, la statua della Vittoria che è posta sulla colonna della Vittoria al centro di una della principali rotatorie della città; è su questa statua che spesso siedono gli angeli, per osservare dall'alto la vita degli abitanti

- la Kaiser-Wilhelm-Gedächtniskirche
- il grattacielo della Mercedes

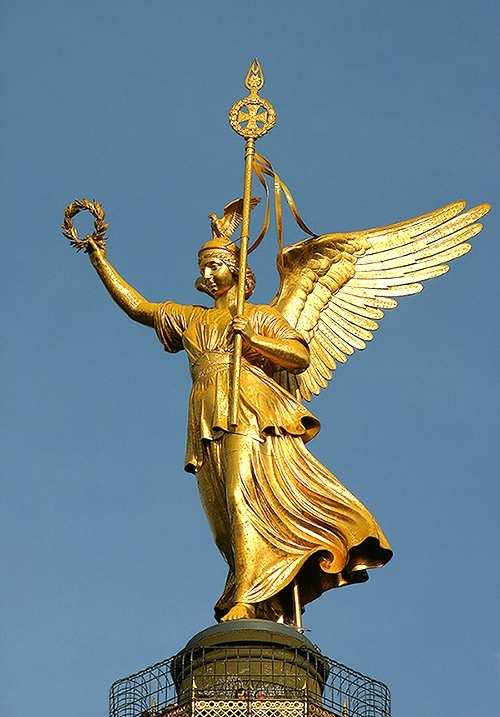
La statua della Vittoria

- il muro di Berlino, che gli abitanti riconoscono come il simbolo di una città divisa, di una nazione separata e occupata che non ha ancora risolto i suoi problemi con il passato; nel film, Marion esclama: "In ogni caso non ci si può perdere, alla fine si arriva sempre al muro!"

### Fotografia
La fotografia del film venne curata da Henri Alekan, famoso per aver lavorato con Jean Cocteau a La bella e la bestia.
Alekan utilizzò il colore per le scene con il punto di vista umano e una tinta monocromatica virata seppia per le scene con il punto di vista degli angeli. Significativa l'ultima scena del film, a colori tranne nell'angolo dove staziona Cassiel, che essendo un angelo rimane monocromatico. L'utilizzo del monocromatico rappresenta il fatto che gli angeli captano le cose essenziali della vita; sono esseri che possono sentire i pensieri più reconditi degli uomini, in grado di conoscere i fatti prima che questi accadano ma allo stesso tempo limitati dal non poter vedere i colori, sentire i sapori e provare tutte le sensazioni che un essere umano avverte quotidianamente. Durante la produzione del film, Alekan e Wenders utilizzarono una calza di seta come filtro per realizzare le sequenze monocromatiche.
Il primo film a utilizzare il monocromatico per gli angeli e il colore per gli umani fu Scala al paradiso (A Matter of Life and Death) di Michael Powell ed Emeric Pressburger nel 1946.
Il film non fa quasi mai uso di effetti speciali. Lo stesso regista ha ammesso che, durante la preparazione e la realizzazione del film, uno dei suoi grandi problemi era l'invisibilità degli angeli e il come renderla al meglio. Wenders, in collaborazione con Alekan, girò alcune scene utilizzando la sovrimpressione per rendere l'attore semitrasparente, in modo da dare l'idea di un'entità incorporea. Ma alla fine Wenders utilizzò molto raramente questa tecnica, preferendo far recitare gli attori normalmente, senza utilizzare artifici tecnici per simulare l'invisibilità degli angeli.

## Riconoscimenti
- 1989 - Premio BAFTA
  - Candidatura Miglior film non in lingua inglese a Wim Wenders e Anatole Dauman
- 1987 - Festival di Cannes
  - Migliore regia a Wim Wenders
  - Candidatura Palma d'oro a Wim Wenders
- 1988 - Premio César
  - Candidatura Miglior film straniero a Wim Wenders
- 1988 - European Film Awards
  - Miglior regia a Wim Wenders
  - Miglior attore non protagonista a Curt Bois
  - Candidatura Miglior film a Wim Wenders e Anatole Dauman
  - Candidatura Miglior fotografia a Henri Alekan
- 1989 - Independent Spirit Awards
  - Miglior film straniero a Wim Wenders
- 1988 - Los Angeles Film Critics Association Award
  - Miglior film in lingua straniera a Wim Wenders
  - Miglior fotografia a Henri Alekan
- 1988 - New York Film Critics Circle Awards
  - Miglior fotografia a Henri Alekan
  - 3° posto Miglior regia a Wim Wenders
- 1988 - Deutscher Filmpreis
  - Miglior film
  - Miglior fotografia a Henri Alekan
  - Candidatura Miglior regia a Wim Wenders
  - Candidatura Miglior attore protagonista a Bruno Ganz
  - Candidatura Miglior attore non protagonista a Curt Bois
- 1989 - National Society of Film Critics Awards
  - Miglior fotografia a Henri Alekan
  - Candidatura Miglior film
  - Candidatura Miglior regia a Wim Wenders
- 1988 - Nastro d'argento
  - Candidatura Miglior attore straniero a Bruno Ganz
- 1989 - Deutscher Filmpreis
  - Candidatura Premio Speciale per il 40esimo anniversario della Repubblica Federale della Germania a Wim Wenders
- 1988 - Bayerischer Filmpreis
  - Miglior regia a Wim Wenders
- 1988 - Sindacato francese della Critica cinematografica
  - Miglior film straniero a Wim Wenders
- 1988 - São Paulo International Film Festival
  - Premio del Pubblico al miglior film a Wim Wenders
- 1989 - Blue Ribbon Awards
  - Miglior film straniero a Wim Wenders
- 1991 - SESC Film Festival
  - Miglior film straniero a Wim Wenders
  - Premio del Pubblico al miglior film straniero a Wim Wenders
- 1987 - Cahiers du cinéma
  - 2° posto Miglior film a Wim Wenders
- 1989 - Guild of German Art House Cinemas
  - Miglior film tedesco a Wim Wenders
- 1988 - Grand Prix (Belgian Film Critics Association)
  - Gran Premio

## Sequel e remake
Ha avuto un sequel, Così lontano così vicino (1993), e una sorta di remake statunitense, City of Angels - La città degli angeli (1998).
In occasione della 68ª edizione della Berlinale, il Festival Internazionale del cinema di Berlino, è stata presentata, all'interno della sezione Berlinale Classic, una nuova versione 4K DCP del film, curata dallo stesso regista e ripristinata digitalmente.